# パピリオナンセ属
パピリオナンセ属（パピリオナンセぞく、学：Papilionanthe）は、に含まれる属の一つ。ヒスイラン属と近縁である。略称記号は Ple.。一部種は棒バンダという名で呼ばれる。パピリオナンテ属とも呼ばれる。和名ハナボウラン属とする場合もある。

## 概要
南アジアのインド、バングラデシュ、ブータン、東アジアの中国の広東省、広西チワン族自治区、チベット高原、東ティモールを除く、大陸部の東南アジア、カリマンタン島、スマトラ島、マラヤ島が原産地の着生、もしくは地生ランである。キューバ島全域と台湾には帰化している。花はラン科に多く見られる構造だが、唇弁の下部が大きく突出しているのが特徴である。花色は白色、桃色、薄紫色がある。いずれの種も唇弁の基部には縦筋が入り、基部は黄色をしているのは共通している。花は長い花茎を持ち、葉腋から伸びる。葉は棒状をしており非常に細い。また、ラン科にしては珍しく、葉鞘が重なった偽鱗茎が見られず、代わりに大きく撓る茎を持つ。この事から花が咲いていない時は、スパニッシュモスの様な草姿になる。根はラン科に多く見られるベラーメン層を持った白い麺状の根をしている。

## 栽培方法
日本での流通量が少ないためか、栽培例はまだ少ない。ヒスイラン属と同じく着生種は根の加湿を非常に嫌うので、ミズゴケやメッシュのある籠などで栽培する。ムンディ種（P. mundyi）は500m～700m級の高地に自生しているので、暑さには弱い。

## 名称について

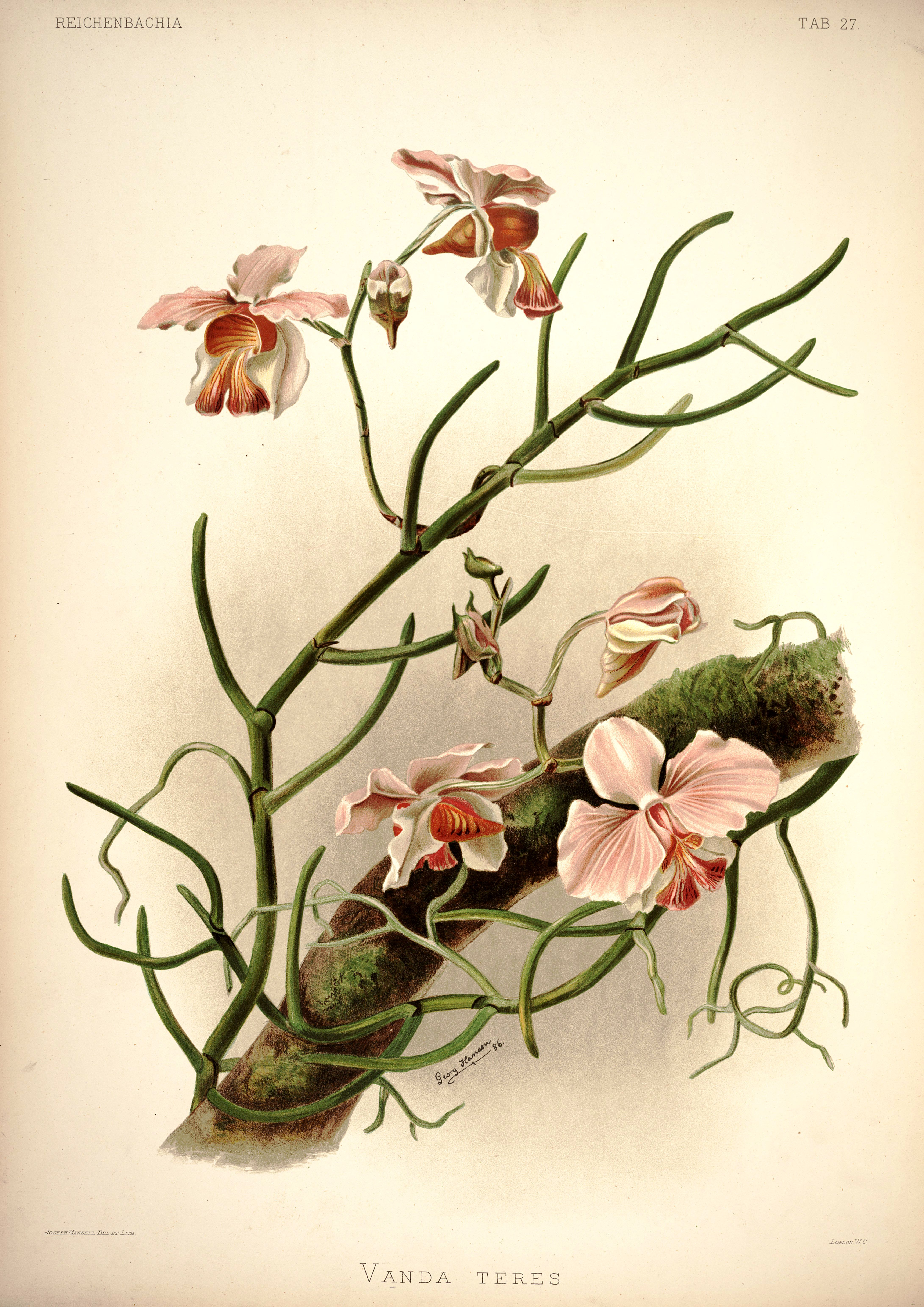
テレス種のスケッチ。葉が棒状で、偽鱗茎は見られない。

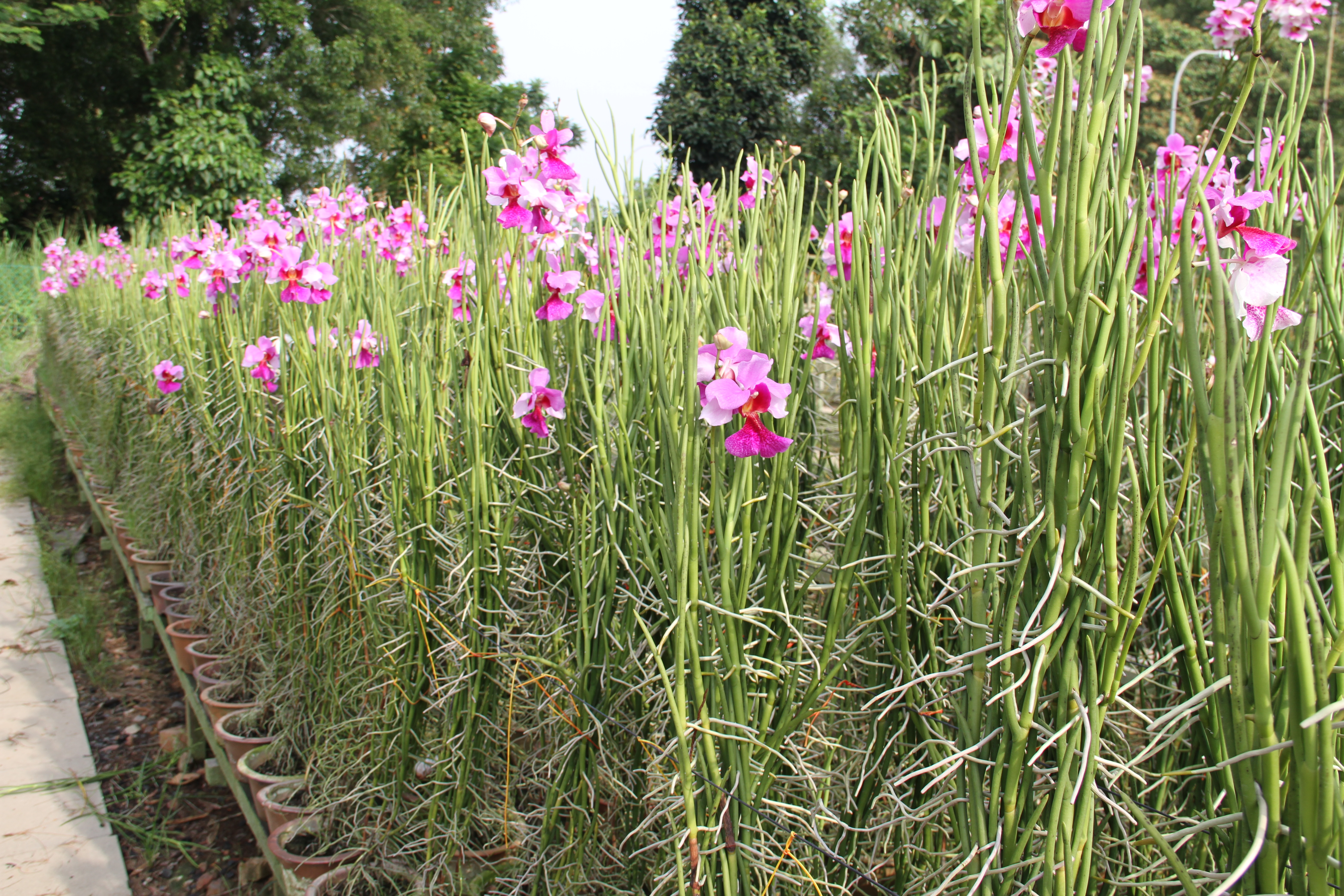
垂直に仕立てられて鉢植えにされたもの。

属名Papilionantheの由来は、Papillon（蝶、蛾）＋Anthos（花）の合成語である。左右対称の花が蝶もしくは蛾を髣髴とさせる事にちなむ。

## 下位分類
パピリオナンセ属は凡そ10種類が認められる。かつてはバンダ属やデンドロビウム属に分類されていた。

### 栽培される種
- パピリオナンセ・テレス

　（Papilionanthe teres）
和名はハナボウラン（花棒蘭）で、南アジアのインド、バングラデシュ、東アジアの中国の広東省、広西チワン自治区、チベット高原、東ティモールを除く、大陸部の東南アジア、カリマンタン島、スマトラ島、マラヤ島で、キューバ島全域と台湾には帰化している種。葉の長さは10～20㎝程度になり、葉は円筒状をしている。草丈は大きければ100㎝以上となり、花期は初夏頃。
- パピリオナンセ・フッケリアーナ

　（Papilionanthe hookeriana）
ベトナム、タイ、マレーシア、ブータン、シンガポール、インドネシアのカリマンタン島、スマトラ島、マラヤ島に自生する種。
- パピリオナンセ・ムンディ

　（Papilionanthe mundyi）
かつてはヒスイラン属とエリデス属の交配種とされていた種だが、現在はパピリオナンセ属に含まれる種の一つとして扱われている。花期は冬頃である。

### その他の種
- Papilionanthe biswasiana (Ghose & Mukerjee) Garay
- Papilionanthe greenii (W.W.Sm.) Garay
- Papilionanthe pedunculata (Kerr) Garay
- Papilionanthe sillemiana (Rchb.f.) Garay
- Papilionanthe cylindrica (Lindl.) Seidenf.
- Papilionanthe tricuspidata (J.J.Sm.) Garay
- Papilionanthe uniflora (Lindl.) Garay
- Papilionanthe vandarum (Rchb.f.) Garay

## ギャラリー

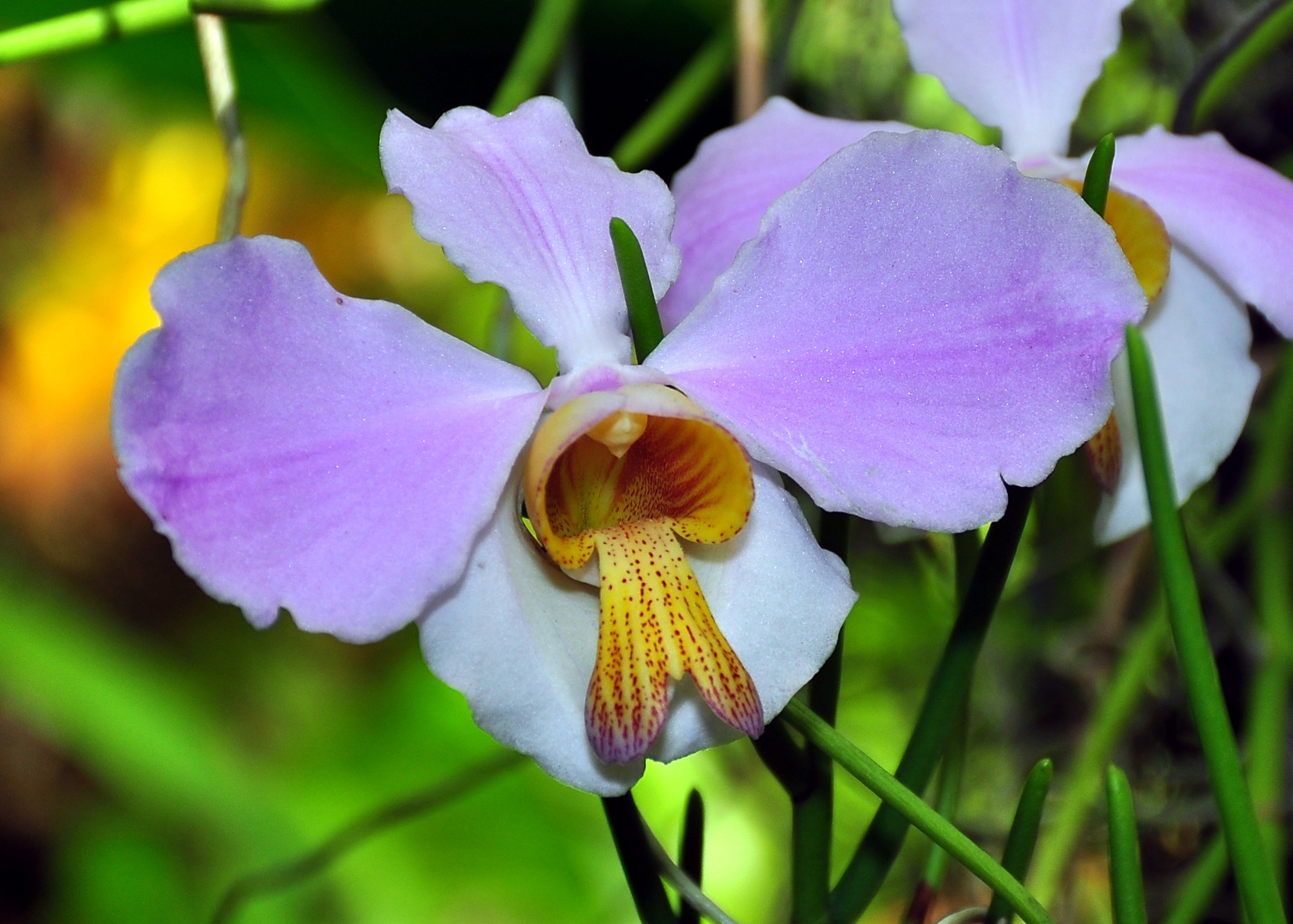
テレス種
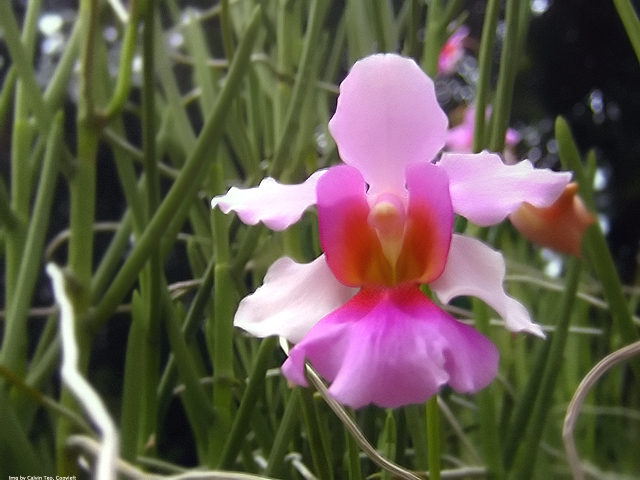
フッケリアーナ種
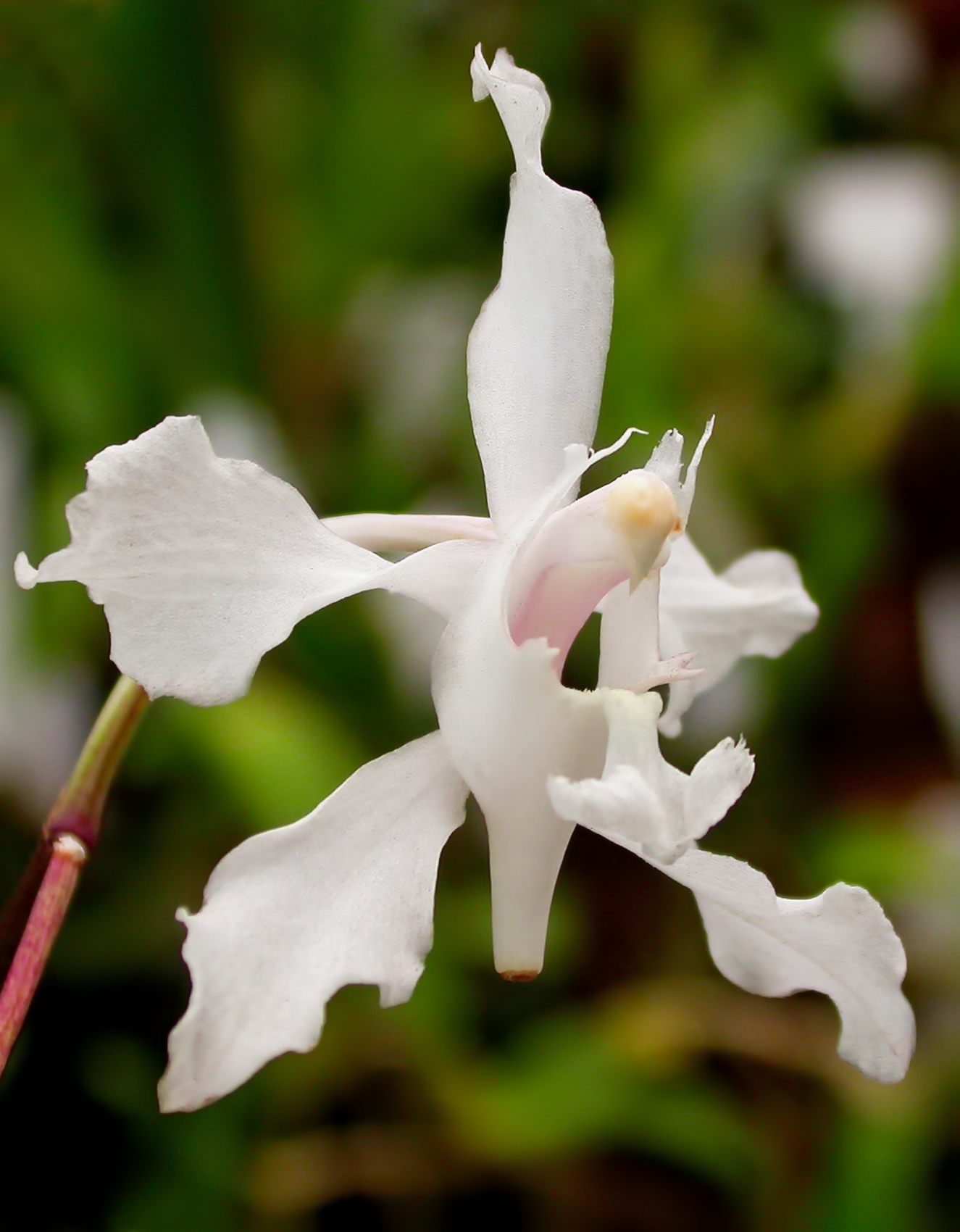
バンダヌム種